# Oubliette
 (avril 2015).
Si vous disposez d'ouvrages ou d'articles de référence ou si vous connaissez des sites web de qualité traitant du thème abordé ici, merci de compléter l'article en donnant les références utiles à sa vérifiabilité et en les liant à la section « Notes et références ».

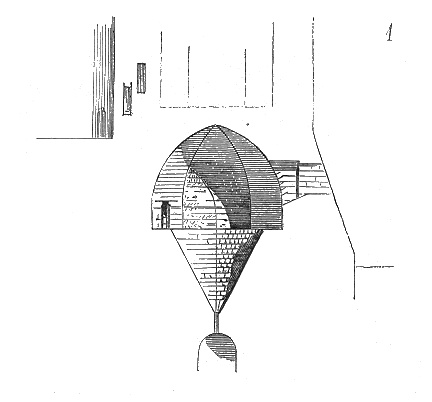
Oubliettes supposées (ou glacière) de la prison de la Bastille à Paris — Dictionnaire raisonné de l'architecture française du, par Eugène Viollet-le-Duc.

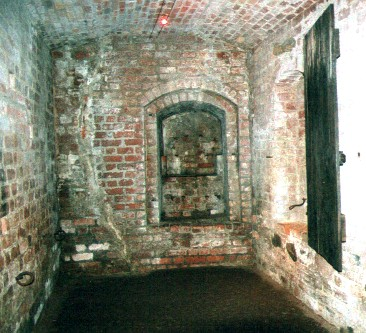
Oubliettes du château de Penzlin (cachot dit des « sorcières »).

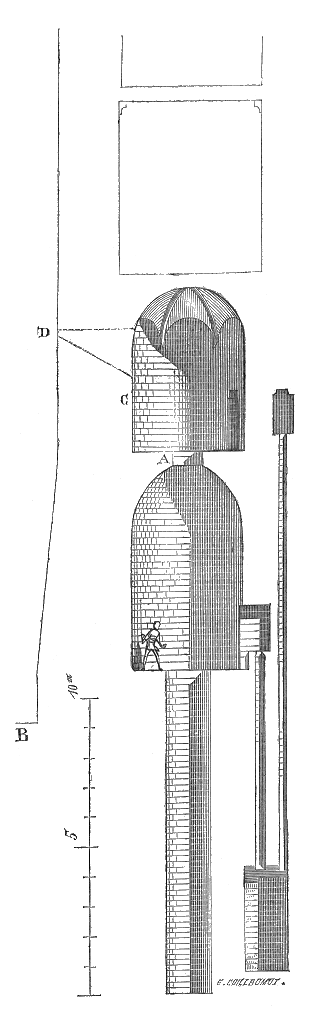
Oubliettes du château de Pierrefonds, d'après Viollet-le-Duc.

Les oubliettes sont des cachots souterrains installés dans les châteaux et les forteresses du Moyen Âge dans lesquels étaient précipités les prisonniers condamnés à y être « oubliés », c'est-à-dire enfermés à perpétuité.
Le cul de basse-fosse est un cachot souterrain, creusé dans la basse-fosse même.

## Oubliettes ou caves?
L'expression « mettre en oubliette » ou « mettre aux oubliettes » est attestée depuis le XIVe siècle, mais le terme semble être une invention postérieure au Moyen Âge. L’archéologie a fréquemment démontré que, dans de nombreux cas, les prétendues oubliettes étaient les fosses des latrines ou bien des celliers, caves, réserves, entrepôts servant notamment à garder la nourriture au frais. Ainsi les os correspondant aux débris de cuisine ont souvent été pris pour les restes des victimes des oubliettes. 
Dans les châteaux médiévaux, il arrive que l'on présente souvent à tort comme oubliettes des caves profondes à un, voire deux niveaux, dont l'accès se faisait par une ouverture dans la voûte, ouverture qui se fermait, au moyen d'une trappe en bois ou d'une grille, dans le sol de l'étage supérieur. On ne pouvait donc y descendre que par une échelle ou une corde. Ces caves se situent généralement dans le soubassement des tours. Mais elles ne servaient, dans la majorité des cas, que d'entrepôt à vivres. Occasionnellement, elles ont pu, il est vrai, être utilisées comme cachots, mais là n'était pas leur destination première.
Les véritables oubliettes sont rares. En France, on n’en dénombre en effet que quelques rares exemples : forteresse de la Bastille (mais qui pourraient en réalité être une glacière), le château de Pierrefonds, de l'Herm à Rouffignac-Saint-Cernin-de-Reilhac, la citadelle de Blaye, le Fort La Latte, château royal-citadelle de Montreuil-sur-Mer, entre autres. Les oubliettes du château de Pierrefonds ont d'ailleurs été minutieusement étudiées, décrites et dessinées par Viollet-Le-Duc lorsqu'il entreprit la restauration de cet édifice durant la seconde moitié du XIXe siècle.
Ainsi, si les vrais cachots, parfois basses-fosses, ont réellement existé, les mythiques oubliettes bien souvent décrites par les guides correspondent le plus souvent à des soubassements non ajourés pour éviter la pénétration aisée d'ennemis dans les châteaux.

## Description
Ce qui différencie une véritable oubliette-cachot d'une simple cave, ce sont les aménagements destinés à l'occupation humaine, notamment les latrines. On y trouve aussi fréquemment des graffiti que les occupants, qui séjournèrent là plus ou moins longtemps contre leur gré, eurent le loisir de graver dans la pierre des murs.
Dans les véritables oubliettes — celles que l'archéologie a identifiées avec certitude — les prisonniers disposaient de quelques aménagements censés rendre leur séjour un peu moins rude : banquettes de pierre afin de s'isoler de l'humidité du sol, latrines, etc. Ces aménagements prouvent que l'on tenait à maintenir les prisonniers en vie, même dans des conditions extrêmement pénibles (obscurité, froid, humidité). La nourriture leur était descendue par la trappe ménagée dans la voûte, au moyen d'une corde.
Au château fort de Blaye (Gironde), qui fut englobé au XVIe siècle dans une citadelle bastionnée, l'accès aux cachots souterrains se faisait par un étroit escalier clos par de solides portes. Un orifice circulaire appelé « œil », s'ouvrant dans le sol de la cour au sommet de la voûte, servait à éclairer un peu ce profond cachot, tandis que l'escalier servait à introduire ou extraire les prisonniers de la cellule et à leur porter de la nourriture.